# 溪南镇 (霞浦县)
溪南镇，是中华人民共和国福建省宁德市霞浦县下辖的一个乡镇级行政单位。

## 行政区划
溪南镇下辖以下地区：
溪南社区、溪南村、长兴村、南岸村、左湾村、芹头村、白露坑村、仙东村、后慕村、台江村、南门山村、溪尾村、关门村、东安村、西安村、七星村、下砚村、甘棠村、猴屿村、长腰村、青山村、岱岐头村、霞塘村、傅竹村、南坂村和半月里村。

## 中国传统村落
2012年，半月里村被评为首批“中国传统村落”。